# نوروکاردیولوژی
نوروکاردیولوژی  (به انگلیسی: Neurocardiology) یا عصب‌شناسی قلب به مطالعه نوروفیزیولوژیکهای عصبی و عصب‌شناسی جنبه‌های قلب و عروق به خصوص اختلالات قلبی ناشی از ریشه‌های عصبی می‌باشد.بررسی و مطالعه اثرات استرس روی قلب، به طوری که قلب در تعامل با هر دو سیستم عصبی محیطی و سیستم عصبی مرکزیاست.
مسائل بالینی در نوروکاردیولوژی شامل هیپوکسیک-ایسکمیک مغز آسیب نوروژنیک استرس کاردیومیوپاتیمغزی، آمبولیهای    [[[انسفالوپاتی]]]های عصبی عوارض قلبی و جراحی قفسه سینه و مداخلات قلبی و عروقی یافته در بیماران مبتلا اولیه بیماری عصبی است.